# Costa di Rovigo
Costa di Rovigo là một đô thị ở tỉnh Rovigo ở vùng Veneto của Ý, có khoảng cách khoảng 60 km về phía tây nam của Venezia và khoảng 7 km về phía tây nam của Rovigo. Tại thời điểm ngày 31 tháng 12 năm 2004, đô thị này có dân số 2.886 người và diện tích là 16.0 km².
Đô thị Costa di Rovigo có các frazioni (các đơn vị cấp dưới, chủ yếu là các làng) Case Bertante, Colomban, và Stanga.
Costa di Rovigo giáp các đô thị: Arquà Polesine, Fratta Polesine, Rovigo, Villamarzana, Villanova del Ghebbo.